# Рајан Марфи (продуцент)
Рајан Патрик Марфи (енгл. Ryan Patrick Murphy; Индијанаполис, 9. новембар 1965) амерички је телевизијски сценариста, редитељ и продуцент. Аутор је и продуцент бројних телевизијских серија, као што су Режи ме (2003—2010), Гли (2009—2015), Америчка хорор прича (2011—данас), Америчка крими прича (2016—данас), Поза (2018—2021), 911 (2018—данас), 911: Тексас (2020—данас), Рачед (2020), Америчке хорор приче (2021—данас) и Чудовиште (2022—данас).
Добитник је шест награда Еми за програм у ударном термину од 36 номинација, награде Тони од две номинације и двапут био номинован за награду Греми. Често је описиван као „најмоћнији човек” на модерној телевизији. Потписао је највећи развојни уговор у историји телевизије са платформом Netflix. Познат је по томе што је направио промену у инклузивном приповедању која је „довела маргинализоване ликове у масе”.

## Биографија
Рођен је 9. новембра 1965. у Индијанаполису. Одрастао је у католичкој породици. Преци су му били Ирци и Данци. Своју мајку Џеј Енди Марфи је описао као „краљицу лепоте која је све оставила по страни како би била код куће и бринула се о своја два сина”. Написала је пет књига и радила у комуникацијама више од 20 година пре него што је отишла у пензију. Отац му је радио у новинској индустрији као директор тиража пре него што је отишао у пензију после 30 година.
Са 15 година је изашао из ормара и изјаснио се као геј. Године 2012. у интервјуу за Inside the Actors Studio изјавио је да је потајно излазио с „пуно играча америчког фудбала” током средње школе. Наступао је са хором као дете, што је касније утицало на рад на серији Гли.
Похађао је Универзитет Индијане, где је дипломирао новинарство и био члан вокалног ансамбла „Singing Hoosiers”. Године 1986. стажирао је за The Washington Post. У јулу 2012. оженио се фотографом Дејвидом Милером. Имају три сина рођена сурогат мајчинством.

## Филмографија

### Филм
| Година | Српски назив                        | Изворни назив | Редитељ | Сценариста | Продуцент | Напомене          |
| ------ | ----------------------------------- | ------------- | ------- | ---------- | --------- | ----------------- |
| 1999.  |                                     |               | Не      | Да         | Не        | кратки филм       |
| 2006.  | Како преживети младост              |               | Да      | Да         | Да        |                   |
| 2010.  | Једи, моли, воли                    |               | Да      | Да         | Не        |                   |
| 2011.  |                                     |               | Не      | Не         | Да        | документарни филм |
| 2014.  | Град који се ужасавао заласка сунца |               | Не      | Не         | Да        |                   |
| 2020.  |                                     |               | Не      | Не         | Да        | документарни филм |
| 2020.  |                                     |               | Не      | Не         | Да        | документарни филм |
| 2020.  |                                     |               | Не      | Не         | Да        |                   |
| 2020.  | Матурски плес                       |               | Да      | Не         | Да        |                   |
| 2021.  |                                     |               | Не      | Не         | Да        | документарни филм |
| 2022.  | Телефон господина Харигана          |               | Не      | Не         | Да        |                   |

### Телевизија
| Године     | Српски назив         | Изворни назив | Потписан као | Потписан као | Потписан као | Потписан као      | Мрежа       | Напомене    |
| Године     | Српски назив         | Изворни назив | Аутор        | Редитељ      | Сценариста   | Извршни продуцент | Мрежа       | Напомене    |
| ---------- | -------------------- | ------------- | ------------ | ------------ | ------------ | ----------------- | ----------- | ----------- |
| 1999—2001. |                      |               | Да           | Да (2)       | Да (17)      | Да                |             |             |
| 2003—2010. | Режи ме              |               | Да           | Да (8)       | Да (24)      | Да                |             |             |
| 2009—2015. | Гли                  |               | Да           | Да (8)       | Да (31)      | Да                |             |             |
| 2011—данас | Америчка хорор прича |               | Да           | Да (3)       | Да (19)      | Да                |             | антологија  |
| 2012—2013. |                      |               | Да           | Да (4)       | Да (5)       | Да                |             |             |
| 2014.      | Нормално срце        |               | Не           | Да           | Не           | Да                |             | ТВ филм     |
| 2015—2016. | Краљице вриска       |               | Да           | Да (1)       | Да (8)       | Да                |             |             |
| 2016—данас | Америчка крими прича |               | Не           | Да (7)       | Не           | Да                |             | антологија  |
| 2017—данас | Завада               |               | Да           | Да (3)       | Да (2)       | Да                |             | антологија  |
| 2018—данас | 911                  | 9-1-1         | Да           | Не           | Да (3)       | Да                | /           |             |
| 2018—2021. | Поза                 |               | Да           | Да (3)       | Да (7)       | Да                |             |             |
| 2019—2020. | Политичар            |               | Да           | Да (1)       | Да (7)       | Да                |             |             |
| 2020—данас | 911: Тексас          |               | Да           | Не           | Да (1)       | Да                |             |             |
| 2020.      | Холивуд              |               | Да           | Да (1)       | Да (6)       | Да                |             | мини-серија |
| 2020.      | Рачед                |               | Да           | Да (2)       | Не           | Да                |             |             |
| 2021.      |                      |               | Не           | Не           | Да (4)       | Да                | мини-серија |             |
| 2021—данас | Америчке хорор приче |               | Да           | Не           | Да (2)       | Да                |             | антологија  |
| 2022—данас | Чудовиште            |               | Да           | Не           | Да (4)       | Да                |             | антологија  |
| 2022—данас | Под будним оком      |               | Да           | Да (2)       | Да (6)       | Да                |             |             |